# Mbuga (Morogoro)
Mbuga è una circoscrizione rurale (rural ward) della Tanzania situata nel distretto di Ulanga, regione di Morogoro. Conta una popolazione di 8 212 abitanti (censimento 2012).